# Martin Albrechtsen
Martin Albrechtsen (Værløse, 31 maart 1980) is een Deens voormalig profvoetballer die als centrale verdediger speelde.

## Clubcarrière
Albrechtsen brak door bij AB en speelde tussen 2002 en 2004 voor FC Kopenhagen. Hierna speelde hij in Engeland, eerst vier seizoenen voor West Bromwich Albion en nog een seizoen voor Derby County. In 2009 keerde hij terug in Denemarken bij FC Midtjylland. Van 2012 tot begin speelde Albrechtsen voor Brøndby IF. In 2017 speelde hij kort voor AC Horsens en vervolgens op lager niveau voor BK Avarta. Eind december van dat jaar beëindigde hij zijn carrière.

## Interlandcarrière
Albrechtsen speelde vier officiële interlands voor Denemarken. Onder leiding van bondscoach Morten Olsen maakte hij zijn debuut op 25 april 2001 in de vriendschappelijke wedstrijd tegen Slovenië (3-0) in Kopenhagen, net als doelman Peter Kjær (Silkeborg IF). Hij trad in die wedstrijd na 76 minuten aan als vervanger van Martin Laursen.

## Erelijst
- Deens talent van het jaar -21: 2000
- Superligaen: 2003, 2004
- Deense voetbalbeker: 1999, 2004
- Football League Championship: 2008